# 브래드퍼드 딜먼
브래드퍼드 딜먼(영어: Bradford Dillman, 1930년 4월 14일 ~ 2018년 1월 16일)은 미국의 배우, 작가이다.

## 출연 작품
- 유희의 종말 (1992년)
- 해저 에이리언 (1989년)
- 지옥에서 온 게릴라 (1989년)
- 데스 게임 (1985년)
- 더티 해리 4 - 써든 임팩트 (1983년)
- 사랑과 총탄 (1979년)
- 식인어파라나 (1978년) - 폴 그로갠 역
- 스웜 (1978년)
- 암스테르담의 음모 (1977년)
- 더티 해리 3 - 집행자 (1976년)
- 버그 (1975년)
- 마지막 승부 (1975년)
- 99와 100분의 44% 죽음 (1974년)
- 아이스맨 코메스 (1973년)
- 추억 (1973년)
- 문 오브 더 울프 (1972년)
- 롱스트리트 (1971년)
- 악마의 왈츠 (1971년) - 빌 드 랜시 역
- 죽음의 묵시록 (1971년)
- 혹성 탈출 3 - 제3의 인류 (1971년) - 루이스 딕슨 박사 역
- 닥터 게논 (1969년)
- 레마겐의 철교 (1969년)
- 0011 나폴레옹 솔로 - 헬리콥터 스파이스 (1968년)
- 첩보원 0011 (1964년)
- 생츄어리 (1961년) - 고원 스티븐스 역
- 크랙 인 더 미러 (1960년)
- 강박충동 (1959년)

### 텔레비전
- FBI (1966-71)
- 제5전선 (1968-72)
- 아이언사이드 (1970)
- 제6지대 (1971)
- 형사 콜롬보 (1972)
- 원더우먼 (1976)
- 명탐정 바나비 존즈 (1973-78)
- 꿈꾸는 낙원 (1980)
- 미녀 삼총사 (1980)
- 사랑의 유람선 (1983)
- 다이너스티 (1984)
- 호텔 - 시리즈 (1984-5)
- 제시카의 추리극장 (1985-95)